# Aza Gazgireeva
Aza Adlopovna Gazgireeva (Russisch: Аза Адлоповна Газгиреева; 29 oktober 1954, Saran, Kazachstan - 10 juni 2009, Nazran) was een Ingoesjetisch jurist en adjunct-opperrechter van het Hooggerechtshof van Ingoesjetië. Ze werd vermoord in Nazran op 10 juni 2009.
Gazgireeva werd adjunct-opperrechter van het Ingoesjetisch Hooggerechtshof na de moord op haar voorganger, Hassan Yandiev, op 13 april 2008.

## Moord
Op 10 juni 2009 openden schutters het vuur op Gazgireeva's auto in de Ingoesjetische stad Nazran, kort nadat ze haar kinderen naar de kleuterschool bracht. Naar verluidt benaderde een schutter Gazgireeva en schoot hij haar door het hoofd. Volgens Russische televisie-uitzendingen raakten vijf anderen, waaronder een eenjarige, gewond tijdens de aanval op Gazgireeva. De schutters ontsnapten in twee auto's. Gazgireeva overleed enkele uren na de aanval in een ziekenhuis te Nazran.
Men denkt dat Gazgireeva werd vermoord omwille van haar werkzaamheden aan het Hof. Ze nam een belangrijke rol in bij zaken met betrekking tot misdaden die werden begaan door islamitische extremisten en separatistische groeperingen in de Noord-Kaukasische regio. Vermoedelijk werd de aanslag op haar leven gepleegd wegens haar rol in het onderzoek naar de aanval in 2004 op Ingoesjetische politieagenten door Tsjetsjeense militanten. De voorzitter van het Hooggerechtshof, Michail Zadvornov, vertelde aan Interfax - een Russisch nieuwsmedium - dat Gazgireeva een raadsheer was met 25 jaar ervaring die om haar professionele activiteiten werd vermoord. De Minister van Binnenlandse Zaken Valery Zjernov noemde de moord op Gazgireeva "brutaal" en "schaamteloos".
De moord op Gazgireeva is een van de moorden op hooggeplaatste ambtenaren en overheidsdienaren die plaatsvond tijdens de oorlog in Ingoesjetië.